# Dals Rostock
Dals Rostock est une localité de la commune de Mellerud dans le comté de Västra Götaland en Suède.
Sa population était de 801 habitants en 2019.